# Michigan-Plateau
Das Michigan-Plateau ist ein eisbedecktes, wellenförmiges Hochplateau von rund 50 km Länge im westantarktischen Marie-Byrd-Land. Es erhebt sich bis zu 3000 m hoch an der Westflanke des Reedy-Gletschers. Die Nord- und Ostseite sind durch das steilwandige Watson Escarpment markiert. Die West- und Südflanke steigen bis auf das Niveau des zentralen Polarplateaus an. 
Kartografisch erfasst wurde das Gebiet durch den United States Geological Survey und durch Luftaufnahmen der United States Navy aus den Jahren 1960 bis 1964. Das Advisory Committee on Antarctic Names benannte es 1967 nach der University of Michigan, die zahlreiche Wissenschaftler für Forschungsarbeiten in Antarktika entsendet hatte.